# بولونا هيركوج
بولونا هيركوج (بالسلوفينية: Polona Hercog)‏ مواليد 20 يناير 1991 في ماريبور، هي لاعبة كرة مضرب سلوفينية بدأت مسيرتها كمحترفة سنة 2006 تلعب باليد اليمنى وتحتل حالياً المرتبة رقم. 83 (8 فبراير 2016) في تصنيف رابطة محترفات كرة المضرب. هي إحدى بطلات الجراند سلام. أعلى تصنيف لها في الفردي كان المركز الـ 35 في سنة 2011. شاركت في دورة الألعاب الأولمبية الصيفية.

## روابط خارجية
- بولونا هيركوج على موقع رابطة محترفات التنس (الإنجليزية)
- بولونا هيركوج على موقع الاتحاد الدولي لكرة المضرب (الإنجليزية)
- بولونا هيركوج على موقع كأس بيلي جين كينغ (الإنجليزية)
- بولونا هيركوج على موقع خلاصة التنس.كوم (الإنجليزية)
- بولونا هيركوج على موقع إي إس بي إن.كوم (الإنجليزية)
- بولونا هيركوج على موقع اللجنة الأولمبية الدولية (الإنجليزية)
- بولونا هيركوج على موقع أوليمبيديا (الإنجليزية)